# Račice (Słowenia)
Račice – wieś w Słowenii, w gminie Ilirska Bistrica. W 2018 roku liczyła 151 mieszkańców.